# فرودگاه لوس گارزونس
فرودگاه لوس گارزونس (به انگلیسی: Los Garzones Airport) یک فرودگاه همگانی با کد یاتا MTR است که یک باند فرود آسفالت دارد و طول باند آن ۱٫۹۱۶ متر است. این فرودگاه در کشور کلمبیا قرار دارد و در ارتفاع ۱۱ متری از سطح دریا واقع شده است.